# Зелена Левада
Зелена Лева́да — село в Україні, у Синюхинобрідській сільській громаді Первомайського району Миколаївської області. Населення становить 24 особи.